# Olympische Sommerspiele 2008/Teilnehmer (Malediven)
| Gelbes Symbol für Goldmedaillen mit stilisierten Olympischen Ringen | Graues Symbol für Silbermedaillen mit stilisierten Olympischen Ringen | Braundes Symbol für Bronzemedaillen mit stilisierten Olympischen Ringen |
| ------------------------------------------------------------------- | --------------------------------------------------------------------- | ----------------------------------------------------------------------- |
| —                                                                   | —                                                                     | —                                                                       |

Die Malediven waren mit der Teilnahme an den Olympischen Sommerspielen 2008 in Peking insgesamt zum sechsten Mal bei Olympischen Spielen vertreten. Die erste Teilnahme war 1988. Bisher wurde noch keine Medaille gewonnen. Die maledivische Mannschaft bestand aus vier Sportlern und trat in den Disziplinen Schwimmen und Leichtathletik an.

## Leichtathletik
- Aishath Reesha
Frauen, 800-Meter-Lauf: 2:30,14 min, Rang 7 im fünften Vorlauf

- Ali Shareef
Männer, 100-Meter-Lauf: 11,11 s, Rang 7 im sechsten Vorlauf

## Schwimmen
- Aminath Rouya Hussain
Frauen, 50 Meter Freistil: 30,21 s, Rang 72 insgesamt
- Ibrahim Shameel
Männer, 50 Meter Freistil: 29,28 s, Rang 88 insgesamt